# Bahnhof Trient

Der Bahnhof Trient (italienisch Stazione di Trento) ist mit 5 Millionen Fahrgästen jährlich nach dem Bahnhof Bozen der zweitbedeutendste Bahnhof der Region Trentino-Südtirol in Italien. Trient, die Hauptstadt des Trentino, ist ein wichtiger Verkehrsknotenpunkt auf der Nord-Süd-Achse der Brennerbahn, die Innsbruck mit Verona verbindet. Zudem beginnt die Bahnstrecke Trient–Venedig im Bahnhof Trient, womit er die Funktion eines Trennungsbahnhofs hat. Am nördlichen Rand des Bahnhofes liegt außerdem der Endbahnhof der Schmalspurbahn Trient–Mezzana.

## Lage

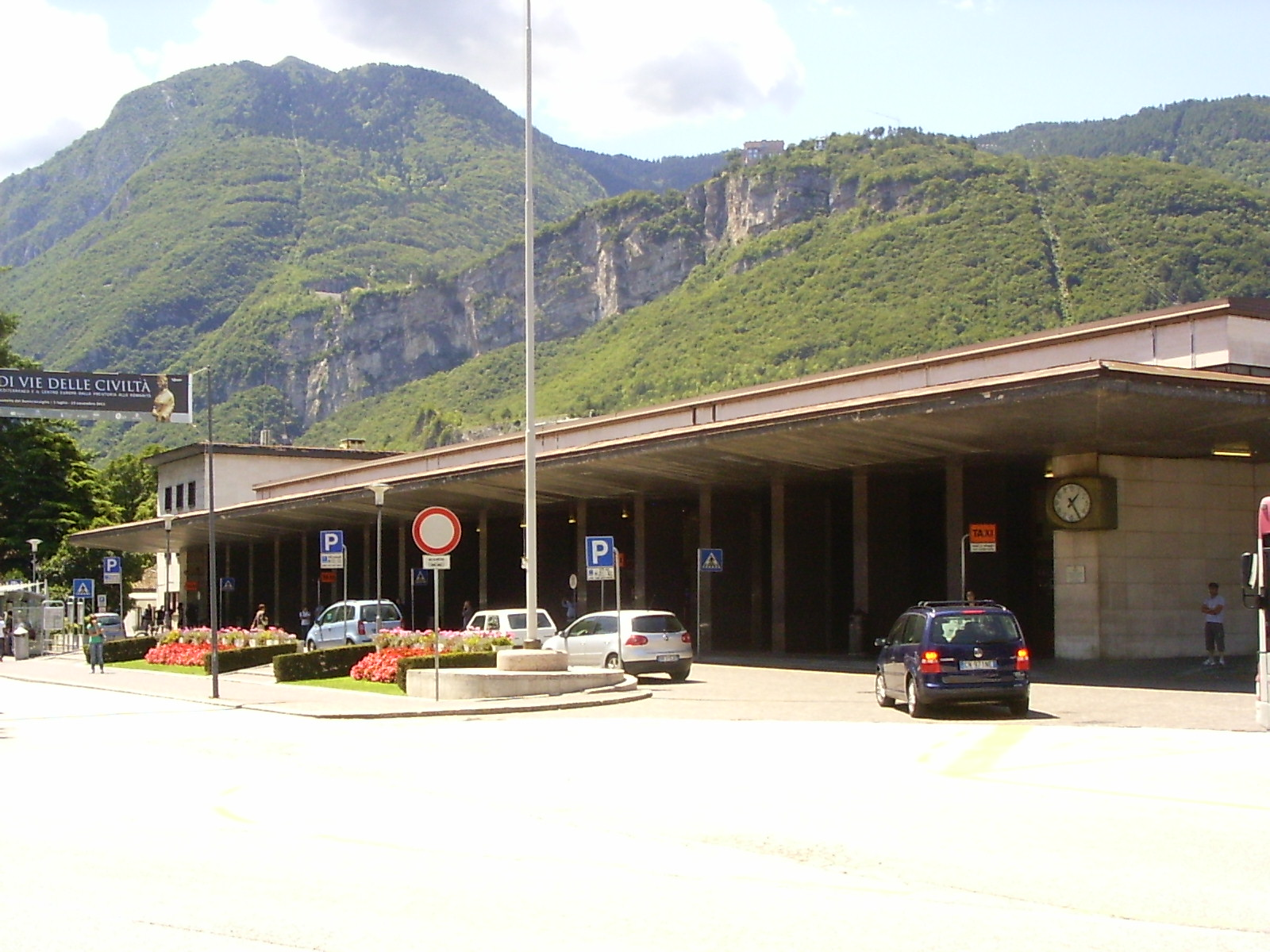
Aufnahmsgebäude

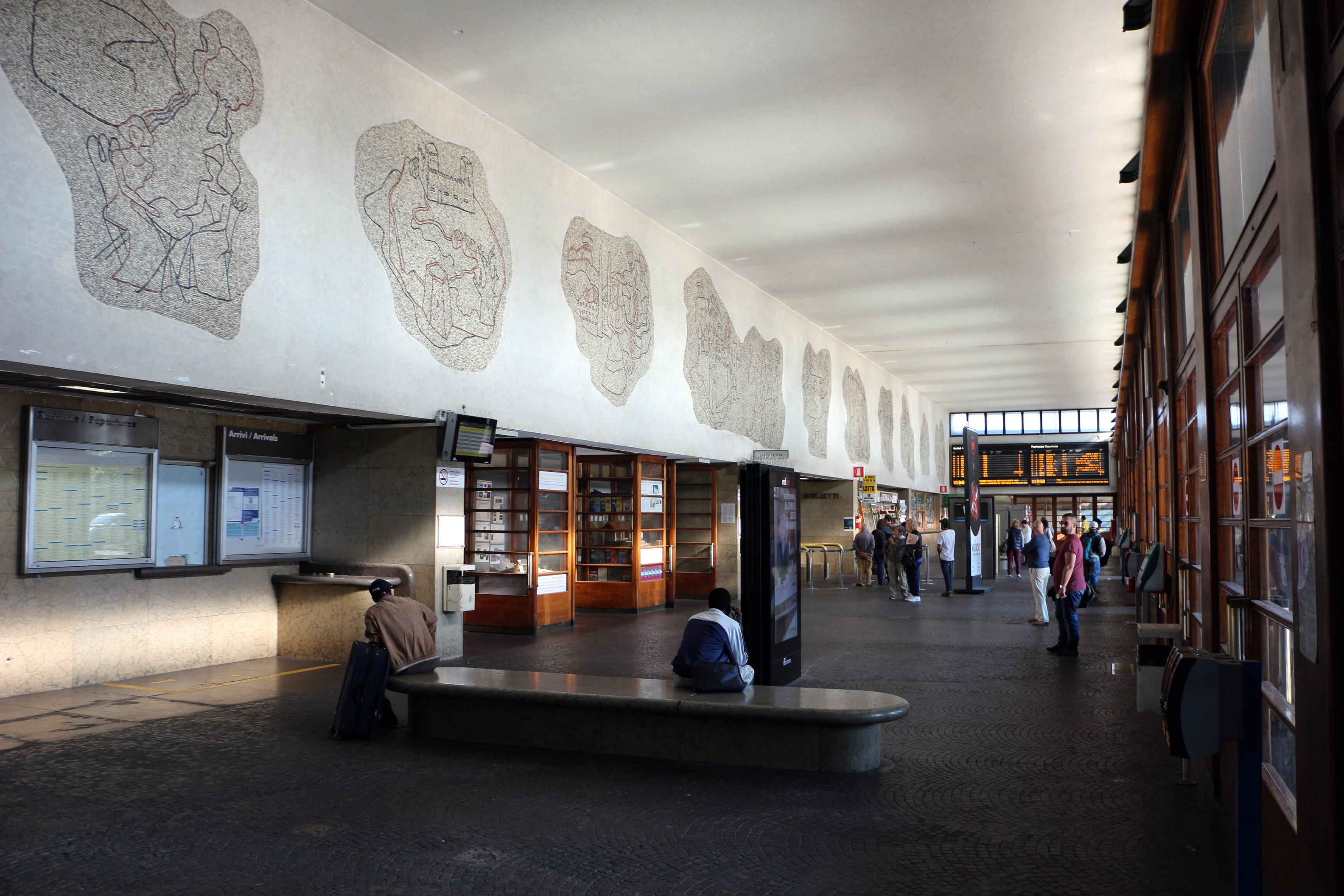
Schalterhalle

### Geschichte
1859 wurde die Strecke der Brennerbahn von Verona durch das Etschtal nach Bozen in Betrieb genommen. Ab 1867 konnte auch die Strecke zwischen Bozen und Innsbruck durch das Eisack- und Wipptal befahren werden. 1910 folgte schließlich die Bahnstrecke Trient–Venedig.

### Baulichkeiten
In der Zeit des Faschismus betreute Angiolo Mazzoni eine Umgestaltung des Aufnahmsgebäudes, das 1936 neu eingeweiht werden konnte. Mazzoni zeichnete auch für andere bauliche Adaptierungen und Erweiterungen in Trient verantwortlich. Das Aufnahmegebäude erlitt im Zweiten Weltkrieg durch alliierte Luftangriffe starke Beschädigungen, die allerdings rasch beseitigt werden konnten. Von 1946 bis 1949 wurde es restauriert und erneut umgebaut. 1950 wurde das Innere mit Mosaiken von Cesarina Seppi angereichert, die verschiedene Berufs- und Handwerkszweige darstellen. In den 2000er Jahren wurde der Bahnhof vom Betreiber Centostazioni übernommen.

## Funktion
Der Bahnhof Trient ist betriebstechnisch ein Trennungsbahnhof zwischen der Brennerbahn und der Bahnstrecke Trient–Venedig. Hier halten internationale EuroCity-Fernverkehrszüge, die Deutschland, Österreich und Italien miteinander verbinden. Über die Hochgeschwindigkeitszüge Frecciargento und Frecciarossa bestehen schnelle Verbindungen Richtung Rom und Mailand. Von hoher Bedeutung ist der Bahnhof Trient als Vollknoten im regionalen Taktfahrplan. Der Schienennahverkehr wird dabei durch Züge der Trenitalia ausgeführt; die Busverbindungen zum Bahnhof betreibt Trentino Trasporti.